# Louis Poinsot

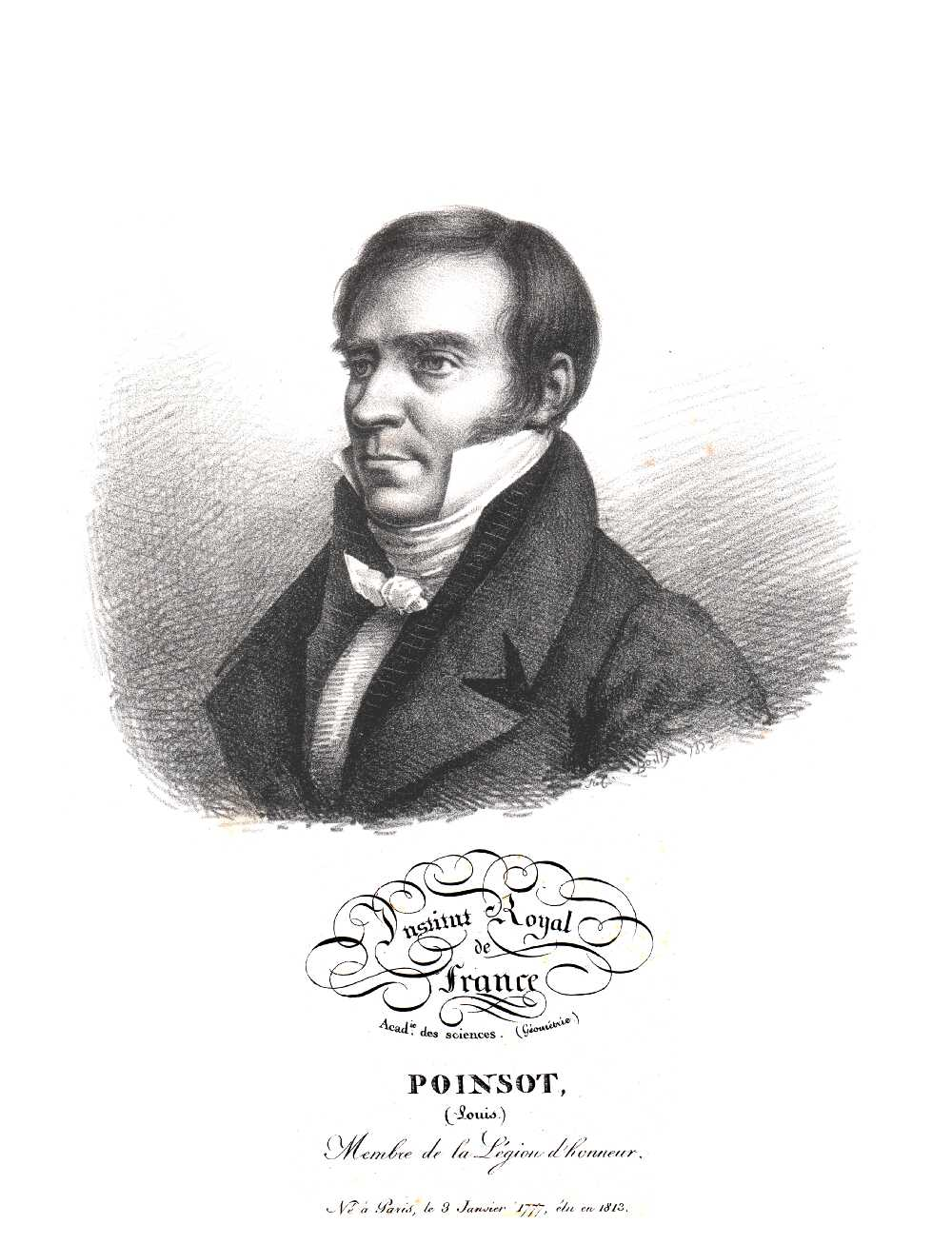
Louis Poinsot

Louis Poinsot (ur. 3 stycznia 1777 w Paryżu, zm. 5 grudnia 1859 tamże) – francuski matematyk i fizyk matematyczny, profesor École polytechnique w Paryżu, członek Francuskiej Akademii Nauk i Towarzystwa Królewskiego w Londynie. Zajmował się głównie geometrią i mechaniką klasyczną.

## Życiorys
Prowadził badania nad zastosowaniem metod geometrycznych do mechaniki brył sztywnych. Wprowadził pojęcie pary sił i elipsoidy bezwładności. Zajmował się również regularnymi wielościanami gwiaździstymi.
Na cześć Poinsota foremne wielościany gwiaździste posiadające ściany będące przystającymi wielokątami wypukłymi bądź wielokątami gwiaździstymi nazywa się wielościanami Keplera-Poinsota.

## Upamiętnienie
Jego nazwisko pojawiło się na liście 72 nazwisk na wieży Eiffla.